# Камизјак
Камизјак (рус. Камызяк) град је у Русији у Астраханској области. Према попису становништва из 2010. у граду је живело 16314 становника.

## Становништво
| 1959. | 1970. | 1979.  | 1989.  | 2002.  | 2010.  |
| ----- | ----- | ------ | ------ | ------ | ------ |
| 3.929 | 6.723 | 14.096 | 15.084 | 16.052 | 16.314 |